# 宮内仁一
宮内 仁一（みやうち まさかず、1967年6月19日 - ）は、徳島県三好郡三好町（現：東みよし町）出身の元プロ野球選手（外野手）。1993年以降の登録名は宮内 直二（読み方同じ）。

## 経歴
池田高では、1985年に春の選抜大会に出場。2回戦の駒大岩見沢高戦では2打席連続本塁打を記録した。チームは準決勝で帝京高に1-0で敗れた。
1985年のプロ野球ドラフト会議で阪神タイガースから4位指名を受け入団。
1年目の1986年から3年目の1988年まで、3年連続でアメリカへ野球留学に派遣された。1988年は1A・フレズノ・サンズに八木裕と共に野球留学したが、7月10日の試合で、左肘を複雑骨折し途中で帰国。
1989年に一軍初出場を果たし、1991年には自己最多の74試合に出場した。同年10月2日の対大洋戦で野村弘樹、佐々木主浩から連続で本塁打を記録した。しかし、翌1992年は一軍出場がなく、1993年に登録名を宮内 直二にするも、ほとんど一軍出場できず、1994年オフに現役を引退した。期待されたが、故障に泣かされた。
現在は兵庫県在住。尼崎・伊丹・宝塚市などバッティングセンターで野球指導や塾を運営している。

## 人物
ゴーグル型の眼鏡がトレードマークの選手だった。愛称は「阿波のヘラクレス」。また、ギリシャ神話の英雄・ヘクトールにちなんだ「ヘクター」とも呼ばれた。
2014年9月24日、日本クラウンより女性歌手の野々村あいと宮内まさかずとしてデュエット曲『ぬくもり』収録曲発売。

## 詳細情報

### 年度別打撃成績
| 年 度     | 球 団     | 試 合 | 打 席 | 打 数 | 得 点 | 安 打 | 二 塁 打 | 三 塁 打 | 本 塁 打 | 塁 打 | 打 点 | 盗 塁 | 盗 塁 死 | 犠 打 | 犠 飛 | 四 球 | 敬 遠 | 死 球 | 三 振 | 併 殺 打 | 打 率 | 出 塁 率 | 長 打 率 | O P S |
| --------- | --------- | ----- | ----- | ----- | ----- | ----- | -------- | -------- | -------- | ----- | ----- | ----- | -------- | ----- | ----- | ----- | ----- | ----- | ----- | -------- | ----- | -------- | -------- | ----- |
| 1989      | 阪神      | 14    | 9     | 9     | 3     | 0     | 0        | 0        | 0        | 0     | 0     | 0     | 0        | 0     | 0     | 0     | 0     | 0     | 4     | 0        | .000  | .000     | .000     | .000  |
| 1990      | 阪神      | 18    | 31    | 30    | 4     | 10    | 4        | 0        | 0        | 14    | 6     | 1     | 1        | 0     | 0     | 1     | 0     | 0     | 8     | 2        | .333  | .355     | .467     | .822  |
| 1991      | 阪神      | 74    | 120   | 105   | 22    | 28    | 1        | 0        | 5        | 44    | 9     | 1     | 2        | 5     | 1     | 9     | 0     | 0     | 31    | 3        | .267  | .322     | .419     | .741  |
| 1993      | 阪神      | 2     | 1     | 1     | 0     | 1     | 0        | 0        | 0        | 1     | 0     | 0     | 0        | 0     | 0     | 0     | 0     | 0     | 0     | 0        | 1.000 | 1.000    | 1.000    | 2.000 |
| 通算：4年 | 通算：4年 | 108   | 161   | 145   | 29    | 39    | 5        | 0        | 5        | 59    | 15    | 2     | 3        | 5     | 1     | 10    | 0     | 0     | 43    | 5        | .269  | .314     | .407     | .721  |

### 記録
- 初出場：1989年5月23日、対中日ドラゴンズ12回戦（福井県営球場）、1回表に工藤一彦（偵察要員）の代打として出場
- 初安打：1990年8月15日、対横浜大洋ホエールズ17回戦（グリーンスタジアム神戸）、8回裏に新浦壽夫から単打
- 初先発出場：1990年8月16日、対横浜大洋ホエールズ18回戦（グリーンスタジアム神戸）、7番・左翼手として先発出場
- 初打点：1990年8月27日、対ヤクルトスワローズ21回戦（阪神甲子園球場）、2回裏に川崎憲次郎から適時二塁打
- 初本塁打：1991年7月13日、対横浜大洋ホエールズ11回戦（岩手県営野球場）、1回表に岡本透からソロ

### 背番号
- 43 （1986年 - 1994年）

### 登録名
- 宮内 仁一 （みやうち まさかず、1986年 - 1992年）
- 宮内 直二 （みやうち まさかず、1993年 - 1994年）